# Задільське (Мукачівський район)
Заді́льське — село в Україні, у Мукачівському районі Закарпатської області.Входить до складу Нижньоворітської сільської громади.
Церква св. Василя Великого. Початок XX ст.
У 1733 р. в селі згадують дерев'яну церкву св. Миколи з одним дзвоном, яку збудував тодішній священик Федір Задільський.
Пізніше згадка про дерев'яну церкву трапляється в 1870 р. Відомо, що попередня церква згоріла, зайнявшись від свічки, а на її місці нині споруджено школу. Теперішня церква подібна загальними рисами до інших дерев'яних церков верхів'я Латориці, але на відміну від них, має два зруби, а не три. Споруда з ялинових брусів стоїть на стрімкому схилі над селом біля нового цвинтаря. Довкола відкривається чудова панорама Карпат.
На жаль, дахи та опасання церкви і дзвіниці оббито залізом ще в середині 1920-х років. Зруби оббито ґонтом і пофарбовано.
У інтер'єрі бабинець і нава утворюють один об'єм, перекритий коробовим склепінням та умовно розділений вертикальним різьбленим брусом, що закінчується дещо нижче вікон. Михайло Мумряк розповідає зі слів свого батька, що в 1884—1885 роках у дзвіниці встановили три дзвони, а це непрямо вказує на час спорудження церкви.
Під час Першої світової війни селом пішла чутка, що дзвони візьмуть на переплавку. Люди зняли їх і заховали, а після війни знайшли лише два дзвони. У 1923 р. встановили ще один дзвін з написом: «Дзвін Михайло» Георгій Прімич (Юрко Веречанський)", куплений чоловіком з Нижніх Воріт, що повернувся з Америки.

## Населення
Згідно з переписом УРСР 1989 року чисельність наявного населення села становила 470 осіб, з яких 233 чоловіки та 237 жінок.
За переписом населення України 2001 року в селі мешкало 414 осіб.

### Мова
Розподіл населення за рідною мовою за даними перепису 2001 року:
| Мова       | Відсоток |
| ---------- | -------- |
| українська | 99,76 %  |
| російська  | 0,24 %   |

## Туристичні місця
- деревяний храм св. Василя Великого. Початок XX ст.
- дзвін з написом: «Дзвін Михайло» Георгій Прімич (Юрко Веречанський)", куплений чоловіком з Нижніх Воріт, що повернувся з Америки.